# Канеду (Рибейра-де-Пена)
Канеду (порт. Canedo) — район (фрегезия) в Португалии, входит в округ Вила-Реал. Является составной частью муниципалитета Рибейра-де-Пена. По старому административному делению входил в провинцию Траз-уж-Монтиш и Алту-Дору. Входит в экономико-статистический субрегион Тамега, который входит в Северный регион. Население составляет 507 человек на 2001 год. Занимает площадь 38,49 км².